# Wiesław Spychalski
Wiesław Mieczysław Spychalski (ur. 26 października 1939 w Turzy Wielkiej, zm. 12 października 2018 w Działdowie) – polski działacz społeczny na rzecz krwiodawstwa.

## Życiorys
Syn Franciszka i Stanisławy. Od 1960 był honorowym krwiodawcą, zaś od 1971 członkiem Polskiego Czerwonego Krzyża. Był założycielem Klubów Honorowych Dawców Krwi na terenie powiatu działdowskiego oraz wieloletnim prezesem Klubu HDK przy PKP. Udzielał się na rzecz idei honorowego krwiodawstwa propagując je w szkołach, zakładach pracy i instytucjach. Od 1994 do śmierci w 2018 był przewodniczącym Rejonowej Rady Krwiodawców. Do śmierci w 2018 oddał jako krwiodawca około 110 litrów krwi.
Za zasługi na rzecz krwiodawstwa został wyróżniony między innymi: Złotym Krzyżem Zasługi (1992), Kryształowym Sercem (1998), Krzyżem Kawalerskim Orderu Odrodzenia Polski (2000), Odznaką „Honorowy Dawca Krwi Zasłużony dla Zdrowia Narodu” (2006). Był także laureatem działdowskiej „Katarzynki” z 2007 oraz „Bijącego Serca” z 2008.